# RŠÚJ Východné Slovensko
RŠÚJ Východné Slovensko je statistická oblast Eurostatu úrovně NUTS 2. Její území je tvořeno územím Prešovského a Košického kraje.

## Členění oblasti
| RŠÚJ 2                  | RŠÚJ 2 | RŠÚJ 3         | RŠÚJ 3 | LŠÚJ 1                  | LŠÚJ 1 |
| oblast                  | kód    | kraj           | kód    | okres                   | kód    |
| ----------------------- | ------ | -------------- | ------ | ----------------------- | ------ |
| RŠÚJ Východné Slovensko | SK04   | Prešovský kraj | SK041  | Okres Bardejov          | SK0411 |
| RŠÚJ Východné Slovensko | SK04   | Prešovský kraj | SK041  | Okres Humenné           | SK0412 |
| RŠÚJ Východné Slovensko | SK04   | Prešovský kraj | SK041  | Okres Kežmarok          | SK0413 |
| RŠÚJ Východné Slovensko | SK04   | Prešovský kraj | SK041  | Okres Levoča            | SK0414 |
| RŠÚJ Východné Slovensko | SK04   | Prešovský kraj | SK041  | Okres Medzilaborce      | SK0415 |
| RŠÚJ Východné Slovensko | SK04   | Prešovský kraj | SK041  | Okres Poprad            | SK0416 |
| RŠÚJ Východné Slovensko | SK04   | Prešovský kraj | SK041  | Okres Prešov            | SK0417 |
| RŠÚJ Východné Slovensko | SK04   | Prešovský kraj | SK041  | Okres Sabinov           | SK0418 |
| RŠÚJ Východné Slovensko | SK04   | Prešovský kraj | SK041  | Okres Snina             | SK0419 |
| RŠÚJ Východné Slovensko | SK04   | Prešovský kraj | SK041  | Okres Stará Ľubovňa     | SK041A |
| RŠÚJ Východné Slovensko | SK04   | Prešovský kraj | SK041  | Okres Stropkov          | SK041B |
| RŠÚJ Východné Slovensko | SK04   | Prešovský kraj | SK041  | Okres Svidník           | SK041C |
| RŠÚJ Východné Slovensko | SK04   | Prešovský kraj | SK041  | Okres Vranov nad Topľou | SK041D |
| RŠÚJ Východné Slovensko | SK04   | Košický kraj   | SK042  | Okres Gelnica           | SK0421 |
| RŠÚJ Východné Slovensko | SK04   | Košický kraj   | SK042  | Okres Košice I          | SK0422 |
| RŠÚJ Východné Slovensko | SK04   | Košický kraj   | SK042  | Okres Košice II         | SK0423 |
| RŠÚJ Východné Slovensko | SK04   | Košický kraj   | SK042  | Okres Košice III        | SK0424 |
| RŠÚJ Východné Slovensko | SK04   | Košický kraj   | SK042  | Okres Košice IV         | SK0425 |
| RŠÚJ Východné Slovensko | SK04   | Košický kraj   | SK042  | Okres Košice-okolí      | SK0426 |
| RŠÚJ Východné Slovensko | SK04   | Košický kraj   | SK042  | Okres Michalovce        | SK0427 |
| RŠÚJ Východné Slovensko | SK04   | Košický kraj   | SK042  | Okres Rožňava           | SK0428 |
| RŠÚJ Východné Slovensko | SK04   | Košický kraj   | SK042  | Okres Sobrance          | SK0429 |
| RŠÚJ Východné Slovensko | SK04   | Košický kraj   | SK042  | Okres Spišská Nová Ves  | SK042A |
| RŠÚJ Východné Slovensko | SK04   | Košický kraj   | SK042  | Okres Trebišov          | SK042B |